# Wilmersdorff

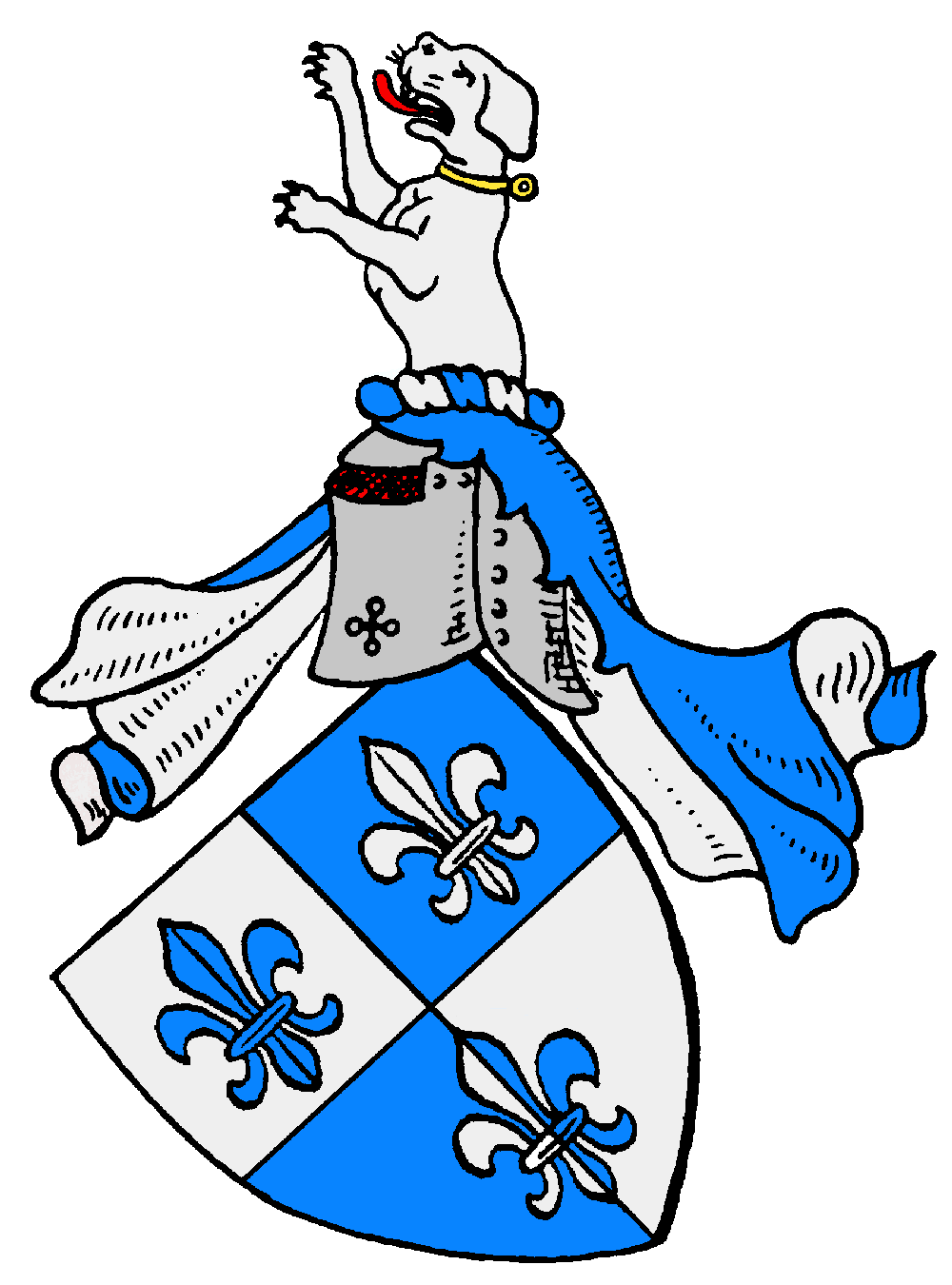
Wappen derer von Wilmersdorff

Wilmersdorff ist der Name eines brandenburgischen Uradelsgeschlechts mit Stammsitz im heutigen Berlin-Wilmersdorf. Als Ahnherr hat seit 1147 der Ritter und Oberst zu Ross Ludolph von Wilmersdorff zu gelten.
Urkundlich belegt ist das Geschlecht erstmals im Jahre 1155 mit einem Burchardum de Willmarstorp, der in einer Urkunde des Markgrafen Albrecht von Brandenburg als Zeuge erwähnt wird. Das Geschlecht taucht danach erst wieder 1339 urkundlich auf (Riedel: Codex diplomaticus Brandenburgensis). Die Namensschreibung wechselte zwischen Wilmarstorp, Wilmestorp, Wilmerstorp, Willmerstorff und Willmersdorff.
Von den drei ursprünglichen Linien des Geschlechts setzte sich nur die Schmargendorfer Linie bis in die Neuzeit fort, erlosch jedoch 1802.

## Ursprung
Über den Ursprung des Geschlechts von Wilmersdorff gibt Thomas Philipp von der Hagen in seiner 1766 veröffentlichten Familiengeschichte derer von Wilmerdorff folgendes an:

„Dieses Geschlecht ist unstreitig eins der ältesten adelichen Familien in der Mark Brandenburg und Deutschland, und wegen ermangelnder Nachrichten, [ist es] vergeblich, dessen Ursprung zu erforschen.“

Es folgt dann in einer Fußnote:

„Vermöge einer Tradition soll Ludolph von Wilmersdorff, Ritter, A. 1147 mit Conrad III. und dem König Ludwig VII. von Frankreich, wieder die Ungläubigen ins gelobte Land gezogen seyn und sich bey diesem König in solche Gunst gesetzet haben, daß derselbe bey seiner Zurückkunft ihn mit sich nach Frankreich genommen, und A. 1151 zum Oberst zu Ross erkläret. Diese Erzählung thut hiezu, das Wapen dieser Familie, in dessen Schild drey Lilien befindlich sind, sey von eben diesem König ertheilet worden. Erwähnter Ludolph soll sich aus Frankreich zurück nach Deutschland begeben, und A. 1168 eine gewisse Urkunde der Stadt Osterburg, nebst seinen beyden Söhnen Johann und Ludolph als Zeugen unterschrieben haben. Es fehlen aber hiervon die Beweise, und die allerwenigste alte adeliche Geschlechte haben dergleichen alte Nachrichten, maaßen erst mit Anfang des zwölften Jahrhundert der Adel angefangen, von seinen Gütern sich zu nennen da man sonst den Vornahmen allein zu führen gewohnt gewesen.“

In anderen Urkunden finden sich 1155:
- Richard de Willmersdorf, der laut einem Diplom zur Gefolgschaft des Markgrafen von Brandenburg gehörte,
- Albert de Wilmersdorff, der als Zeuge in den besagten Urkunden genannt wird sowie
- Oberst von Wilmersdorff als einer der Marschälle bei dem Leichenbegängnis des Kurfürsten von Brandenburg, Friedrich Wilhelm.

## Besitz

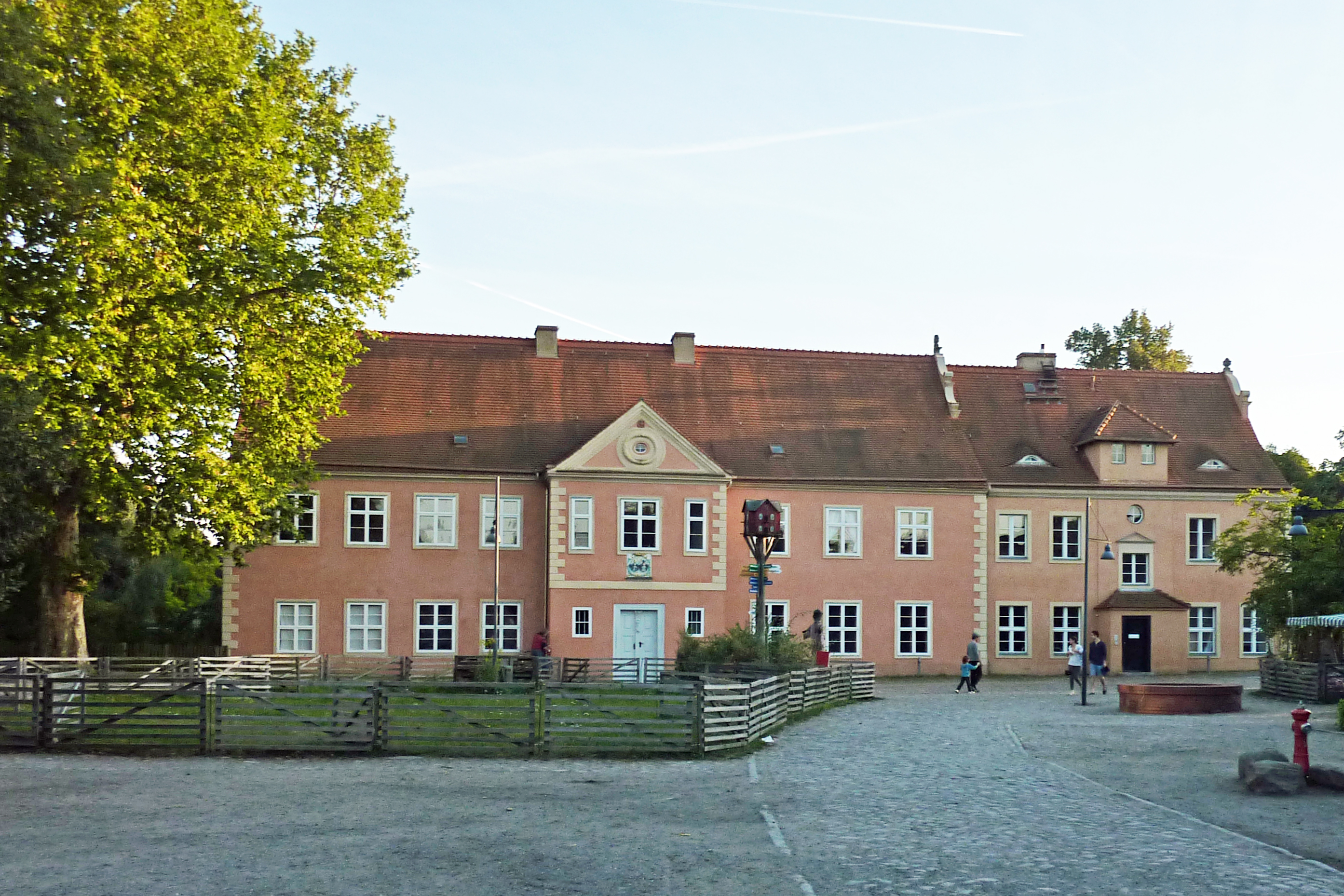
Herrenhaus der Domäne Dahlem

Die Familie besaß zeitweilig zahlreiche Güter in der Mark Brandenburg, darunter Brederlow (im damaligen Kreis Pyritz, Provinz Pommern), Brusendorf, Buschow, Dahlem, Dalwitz (heute Ortsteil von Walkendorf), Lichterfelde, Markee, Nunsdorf, Schmargendorf, Schönow, Steglitz, Teltow und Wustermark.

## Wappen

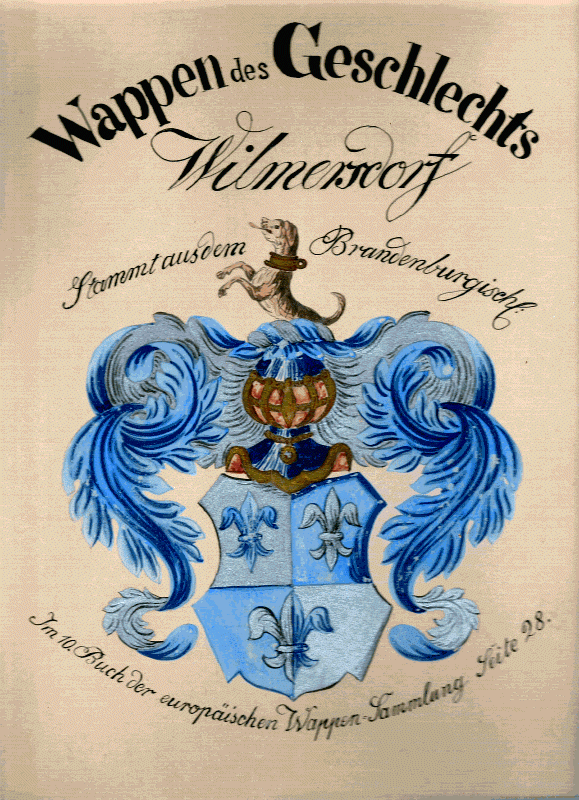
Missbrauch des Familienwappens als typisches Erzeugnis eines Wappenschwindlers, einschließlich der erfundenen Quellenangabe, angefertigt für eine namensgleiche bürgerliche Familie

Das Wappen zeigt in einem von Silber und Blau quadrierten Schild drei (2,1) Lilien in verwechselten Farben. Auf dem Helm mit blau-silbernen Decken eine wachsende silberne Bracke mit goldenem Halsband.

## Personen (Auswahl)

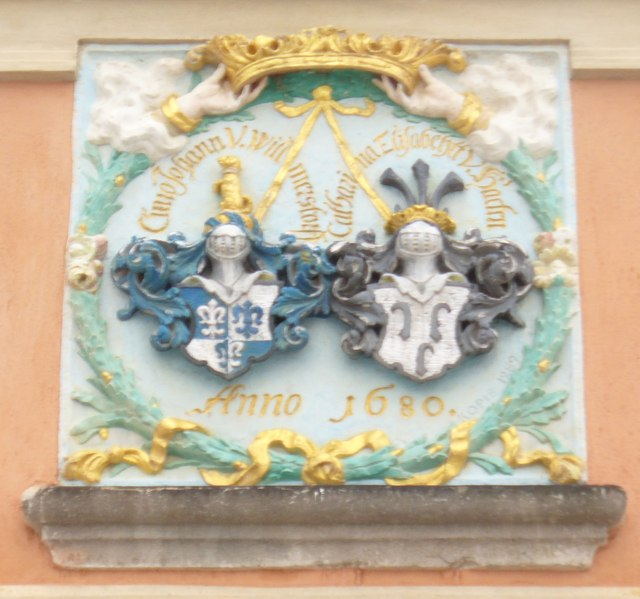
Allianzwappen am Herrenhaus der Domäne Dahlem

- Cuno von Wilmersdorff (* 15. August 1603; † 23. Oktober 1637 in Treuenbrietzen), Kurfürstlich-brandenburgischer Tafelvorsteher, u. a. Herr auf Markee und Buschow.[4]
- Cuno Hans von Wilmersdorff (* 18. April 1638 in Berlin; † 30. August 1720), Sohn des vorstehend genannten noch vor seiner Geburt verstorbenen Cuno von Wilmersdorff, studierte 1653–1657 Rechtswissenschaften in Frankfurt (Oder). Er schlug 1657 zunächst eine militärische Laufbahn ein, kämpfte im Nordischen Krieg, wurde Leutnant. Mit seiner Volljährigkeit 1659 übernahm er die Bewirtschaftung von Schmargendorf, Markee, Teltow und Schönow. 1660 ehelichte er Katharina Elisabeth von Hake (1634–1711). Aus der Ehe gingen zwölf Kinder hervor, zwei Söhne und zehn Töchter. Er erwarb das Rittergut Dahlem von seinem Onkel Georg Adam von Pfuhl und ließ 1680 über dem Eingang des Herrenhauses das Allianzwappen von Wilmersdorff und von Hake (1638–1720) anbringen.[5] Ferner erwarb er weitere Güter und Pachten. Er wurde 1682 Kreiskommissar und 1701 erster Landrat des Teltowischen Kreises. Sein Grab befand sich in der Evangelischen St. Annen-Kirche in Dahlem, in der noch heute die Grabtafel ausgestellt ist. Die Güter Schönow, Teltow, Markee, Dahlem, Schmargendorf, Buschow und Löwenbruch vermachte er seinem jüngsten Sohn Cuno von Wilmersdorff (1675–1745).[6][7]
- George Friedrich von Wilmersdorff (* 19. März 1665; † 5. April 1714) war der erste Sohn des Cuno Hans von Wilmersdorff, studierte wie sein Vater Rechtswissenschaften an der Universität in Frankfurt (Oder), promovierte. Er begab sich in den Kriegsdienst gegen die Türken in Ungarn, wurde 1690 Hauptmann. 1697 zog er sich aus dem Militärdienst zurück, um seinem Vater bei der Kreisverwaltung zu helfen und wurde Beigeordneter im Landkreis Teltow. 1702 wurde er Domherr des Brandenburger Stifts. 1712 wurde er Nachfolger seines Vaters als Landrat im Landkreis Teltow.[8]
- Hans von Wilmersdorff (1579–1636), brandenburgischer Hofrat
- Hans Otto von Wilmersdorff (* 24. Juni 1717; † 23. Juli 1770 in Berlin) war der erste Sohn des Cuno von Wilmersdorff (1675–1745) und Enkel des Cuno Hans von Wilmersdorff. Die Besitztümer des Vaters wurden unter dessen vier Söhnen aufgeteilt, Hans Otto von Wilmersdorff erbte die Güter Schönow und Teltow. Er besuchte die Ritterakademie zu Brandenburg und studierte an der Universität Halle (Saale). Er wurde 1739 Deputierter des Havelländischen Kreises. Ab 1749 war er Landrat des Teltowschen Kreises und 1766 Kreisdirektor der von Friedrich I. eingerichteten Feuersozietät. Er lebte in Dahlem und wurde ebenda beigesetzt.[8][9]
- Leopold Heinrich von Wilmersdorff (* 20. Oktober 1732; † 8. März 1802 in Berlin) war der vierte Sohn von Cuno von Wilmersdorff (1675–1745). Er studierte in Frankfurt (Oder), trat jedoch nicht in den Staatsdienst ein. 1799 verkaufte er Schmargendorf für 60.000 Reichstaler an den Grafen Friedrich Heinrich von Podewils. Er war der letzte Vertreter der Schmargendorfer Linie derer von Wilmersdorff.[10]

## Siehe auch

Ehemaliges Bezirkswappen von Berlin-Wilmersdorf